# Security Now
 (octobre 2012).
Security Now! est un podcast américain hebdomadaire présenté par Leo Laporte et Steve Gibson dont le premier épisode date du 19 août 2005. Cette émission fait partie du réseau de podcats TWiT.
Son thème est la vulgarisation de l'informatique (Leo présente souvent Steve comme The explainer in Chief = L'explicateur en chef)  et plus particulièrement des technologies et actualités relatives à la sécurité informatique, comme son intitulé l'indique. Les sujets abordés vont des failles de sécurité aux pare-feux, en passant par la sécurité des mots de passe, par les logiciels espions, les rootkits, les rançongiciels, le Wi-Fi, les réseaux privés virtuels (VPN), la virtualisation, les fuites de données…
L'émission, d'une durée approximative de deux heures (en 2019), est enregistrée tous les mardis. Elle est constituée d'échanges entre Steve et Leo. Une majeure partie est habituellement consacrée aux actualités de cybersécurité de la semaine écoulée avant que l'émission ne se termine par l'étude plus approfondie d'un thème particulier, le tout entrecoupé de quelques annonces commerciales lues par Leo Laporte et de la lecture, par Steve Gibson, d'un témoignage d'utilisateur en faveur de son logiciel commercial SpinRite. 
Le podcast est distribué via le réseau TWiT et également, pour la version audio ainsi qu'une retranscription textuelle, sur la page Security Now! du site GRC. 

## Émission en français
En septembre 2012, Charlie Picorini a lancé sur son site le projet "Sécurité Maintenant ! en français".
- Le premier épisode à avoir été traduit était le no 367 Quelle semaine fichtrement chargée, qui relatait la faille de sécurité apparue avec Java 7.
- Le second épisode était le no 372 Communication en champ proche, qui parlait des problèmes de sécurité concernant le NFC (Near Field communication).

L'idée du projet était de proposer une plateforme pratique, afin que la communauté puisse traduire le script de l'émission, disponible sur le site GRC, et permettre ainsi de générer rapidement la baladodiffusion en français.
À ce jour (juillet 2019), ni la plateforme ni les fichiers mp3 de ces épisodes ne semblent plus être disponibles.